# Phaonia liaoshiensis
Phaonia liaoshiensis este o specie de muște din genul Phaonia, familia Muscidae, descrisă de Zhang în anul 1995.
Este endemică în Liaoning. Conform Catalogue of Life specia Phaonia liaoshiensis nu are subspecii cunoscute.